# Stefan Dimitrov (jugador de voleibol)
Stefan Dimitrov   (15 de maig de 1956) és un jugador de voleibol búlgar, ja retirat, que va competir durant les dècades de 1970 i 1980.
El 1980 va prendre part en els Jocs Olímpics d'Estiu de Moscou, on guanyà la medalla de bronze en la competició de voleibol.